# Solamente tu
Solamente tu (君しかいらない?, Kimishika iranai) è un manga shōjo creato da Wataru Yoshizumi e pubblicato in Giappone dalla Shūeisha nella rivista Ribon. La serie è stata poi successivamente raccolta in 2 tankōbon.
In Italia è stato acquistato ed adattato dalla Panini Comics sotto l'etichetta Planet Manga, che ha pubblicato la serie in 4 volumetti.

## Trama
Akane Kurihara, di sedici anni, è stata costretta a cambiare scuola a causa del matrimonio, finito con un tradimento, avuto con il suo medico Kyo-chan.
Nella nuova scuola un ragazzo di nome Atsumu Totoki si innamora subito di Akane, il quale viene a conoscenza del suo precedente matrimonio. Il ragazzo si pone così l'obbiettivo di far ritornare il sorriso sul viso di Akane.
Atsumu è segretamente aiutato da Moe, la sorellina di Akane che ha il suo stesso obbiettivo e vede in Atsumu la soluzione per dimenticare definitivamente il disastroso matrimonio.
Akane però rifiuta Atsumu perché ancora innamorata del suo ex, nonostante sia consapevole che non potrà mai funzionare. Ma dopo mille difficoltà, Akane si rende conto di non amare più l'ex marito ma di essersi innamorata di Atsumu.

## Volumi
| Nº Ja | Nº It | Data di prima pubblicazione | Data di prima pubblicazione | Data di prima pubblicazione  |
| Nº Ja | Nº It | Giapponese                  | Giapponese                  | Italiano                     |
| ----- | ----- | --------------------------- | --------------------------- | ---------------------------- |
| 1     | 1-2   | ottobre 1996                | ISBN 4-08-853882-X          | 28 aprile 2000 9 maggio 2000 |
| 2     | 3-4   | febbraio 1997               | ISBN 4-08-856002-7          | 12 luglio 2000 9 agosto 2000 |

## Curiosità
- I due protagonisti di Cuore di menta (la serie successiva della Yoshizumi) sono cugini di Akane Kurihara.